# Pentagonica nigricornis
Pentagonica nigricornis – gatunek chrząszcza z rodziny biegaczowatych i podrodziny dzierowatych.
Gatunek ten opisany został po raz pierwszy w 1934 roku przez Philipa Jacksona Darlingtona na łamach „Psyche”. Jako lokalizację typową wskazano Soledad koło Cienfuegos na Kubie.
Chrząszcz o ciele długości od 4,3 do 5 mm. Barwa głowy jest czarna ze smolistymi czułkami. Przedplecze jest żółte do bladorudego. Pokrywy mają czarny dysk, bardzo wąsko i przejrzyście rozjaśnione krawędzie, a podgięcia smoliście czarne w części przedniej i jasne w części tylnej. Rzędy są bardzo delikatnie zaznaczone. Skrzydła tylnej pary są wykształcone. Spód ciała jest czarny z wyjątkiem rudego przedpiersia. Odnóża mają jasną kolorystykę. Edeagus ma wydłużony i wąski, naparstkowaty płat wierzchołkowy.
Owad ten bytuje głównie w napływkach popowodziowych.
Gatunek neotropikalny, znany z południowej Florydy w Stanach Zjednoczonych, kubańskich prowincji Pinar del Río, Cienfuegos, Guantánamo i Santiago de Cuba, Kajmanów, krajów Ameryki Centralnej oraz Kolumbii.